# Ла-Салль-де-л’Этанг, Симон Филибер де
Симон Филибер де Ла-Салль-де-л’Этанг (фр. Simon-Philibert de La Salle de l'Etang; 1700—1765) — французский агроном, защитник искусственного луговодства.

## Биография
Учился в Реймском университете, в 1716 году вступил в общество ораторианцев, но затем вышел из него. В 1726 стал советником, а в 1743 году хранителем печати канцелярии суда. Три года подряд был депутатом от Реймского городского совета в Париже. Составил словарь карибского языка, опубликовал книги по созданию искусственных лугов и руководства для фермеров.
Первое издание пособия по сельскому хозяйству посвящено благоустройству сельскохозяйственных угодий, полей для посева и пастбищ. В нём предлагается уменьшить количество удобрений и ограничить количество залежных земель. Также оно содержит советы правительству о лучшем использовании рабочей силы. Ла-Салль-де-л’Этанг крайне критически относился к новым методам, предложенным в то время Джетро Таллом, Дюамелем дю Монсо и Патулло, поскольку считал, что они не основаны на местной практике.

## Сочинения
- «Des prairies artificielles, ou moyen de perfectionner l’agriculture, dans toutes les provinces de France» (1756);
- «Manuel d’agricultur, contenant les seuls vrais moyens de le faire prospérer en France» (1762)
- «Dictionnaire Galibi, Présenté Sous Deux Formes: 1° Commençant Par Le Mot François»

и др.